# Honda EV-N Concept
Honda EV-N Concept – prototypowe auto Hondy ukazane na Salonie Motoryzacyjnym w Tokio w 2009. Auto czerpie napęd z energii akumulatorów litowo-jonowych ładowanych przez baterie słoneczne umieszczone na dachu auta.
Auto nawiązuje do Hondy N360 z 1967 roku. Wnętrze auta pomieści 4 osoby. Został opracowany bez planów skierowania go do produkcji.